# Гонзага, Джованни (1474—1525)
Джова́нни Гонза́га (итал. Giovanni Gonzaga; 1474, Мантуя, Мантуанское маркграфство — 23 сентября 1525 года, там же) — аристократ, основатель Весковатской ветви дома Гонзага; первый синьор Весковато.
Капитан-генерал Имперской армии и кондотьер на службе у Миланского герцогства, Венецианской республики, Папского государства и Французского королевства с 1494 по 1523 год. Участник Итальянский войн. Дипломат.

## Биография

### Ранние годы
Родился в 1474 году в Мантуе. Он был шестым ребёнком и третьим сыном в семье Федерико Гонзага, будущего мантуанского маркграфа под именем Федерико I, и Маргариты Баварской, принцессы из дома Виттельсбахов. Состоял в родстве с представителями владетельных германских домов. По отцовской линии приходился внуком мантуанскому маркграфу Лудовико III и Барбаре Бранденбургской, принцессе из дома Гогенцоллернов. По материнской линии был внуком баварского герцога Альбрехта III и Анны Брауншвейг-Грубенгагенской, принцессы из дома Вельфов.
Получил хорошее домашнее образование; обучался вместе со старшими братьями Франческо и Сиджизмондо. С 1478 по 1480 год наставниками принцев были гуманист Джанмария Филельфо и профессиональный учитель («маэстро да скола» — итал. maestro da scola) Коломбино Веронезе. С июля 1484 года находился на военной и дипломатической службе у старшего брата, ставшего, после смерти их отца, новым мантуанским маркграфом под именем Франческо II. В октябре 1489 года в Пезаро представлял Мантую на торжествах по случаю свадьбы сестры Маддалены Гонзага и Джованни Сфорца, синьора Пезаро. В июне 1492 года сопровождал Франческо II в Болонью на свадьбу Алессандро Бентивольо и Ипполиты Сфорца. В октябре того же года прибыл в Рим, где представлял маркграфа Мантуи перед новым римским папой Александром VI.

### Брак и потомство
В Болонье 20 июня 1491 года Джованни Гонзага сочетался браком с Лаурой Бентивольо (ум. 1523), дочерью Джованни II Бентивольо, суверенного синьора Болоньи и Джиневры Сфорца из рода синьоров Пезаро. Консумация брака была отложена до 10 февраля 1492 года, когда Джованни снова приехал в Болонью. Он пробыл здесь в течение всего карнавала и в маске верхом на осле участвовал в «сражении яйцами». 19 июня 1493 года Джованни снова приехал в Болонью на встречу с женой. Только в начале 1494 года, в сопровождении охраны, посланной мужем, Лаура Бентивольо переехала в Мантую. 22 марта 1519 года приобрёл сеньорию Весковато и стал основателем ветви Гонзага-Весковато в доме Гонзага. В семье Джованни и Лауры родились восемь детей:
- Алессандро[итал.] (1497 — 1527), венецианский патриций, синьор Весковато, сочетался браком с Ипполитой Сфорца (ум. 1543) из рода графов Санта-Фьоры;
- Федерико (1495 — 22.09.1545), венецианский патриций, аббат коммендатарий, пробст монастыря Святого Бенедикта в Полироне[итал.], апостольский протонотарий;
- Франческо (1496 — 1523), венецианский патриций, сочетался браком с Лукрецией Сфорца, незаконнорождённой дочерью Оттавиано Сфорца, епископа Лоди;
- Джиневра (1497 — 14.12.1570), венецианская патрицианка, монахиня-клариссинка под именем Ангелики, настоятельница монастыря Святого Павла в Мантуе;
- Сиджизмондо[итал.] (1499 — 31.12.1530), венецианский патриций, синьор Весковато с 1527 года (имперская инвеститура полечена 10 декабря 1529 года), сочетался с Антонией Паллавичини (ум. 31.08.1534) из рода маркграфов Буссето;
- Камилла (1500 — 1572 или 1585), венецианская патрицианка, в 1523 году сочеталась браком с Пьером Марией III де Росси, маркграфом и графом Сан-Секондо;
- Галеаццо[итал.] (1502 — 07.01.1573), венецианский патриций, кон-синьор Весковато, губернатор Модены в правление Эрколе II д’Эсте, литератор;
- Элеонора (? — ?), венецианская патрицианка, сочеталась браком с кремонским патрицием Бернардино Скицци.

### Военная карьера
В составе армии маркграфа Мантуи, Джованни принимал участие в Итальянских войнах. В сентябре 1494 года во главе отряда из полсотни воинов он отправился в лагерь армии Неаполитанского королевства; в октябре прибыл в Фаэнцу и поступил под командование Фердинанда, герцога Калабрии. Вместо сражений, в январе — феврале 1495 года в лагере имели место застолья и представления аллегорического характера. В мае того же года Джованни поступил на службу к Лодовико, герцогу Милана и участвовал в наступлении Итальянской лиги на армию Французского королевства и их союзников. Он принимал участие в осаде крепости Новара и нападениях на территорию Савойского герцогства, которым на правах регента управляла Бланка Монферратская. В апреле 1496 года поступил на службу к Фердинанду II, королю Неаполя, и, вместе с Джованни Сфорца, командовал отрядом из двухсот всадников. В июле того же года участвовал в осаде Ателлы. После капитуляции армии Французского королевства, вернулся в Мантую.